# HUMAN (福山雅治のアルバム)
『HUMAN』（ヒューマン）は、福山雅治11作目のオリジナル・アルバム。2014年4月2日発売。制作はユニバーサルJ。発売・販売元はユニバーサルミュージック。

## 解説
2009年に発表した『残響』からおよそ5年ぶりとなるオリジナル・アルバムであり、オリジナル・アルバムとしては初の2枚組での発売となる。
DISC 1に書き下ろしの新曲9曲、DISC 2には2011年に発売した「家族になろうよ／fighting pose」から2013年に発売した「誕生日には真白な百合を／Get the groove」までのシングル曲をリミックス・リマスタリングしたものに、KOH+で発表した「恋の魔力」のセルフカバーを加えた9曲、計18曲が収録されている。
本作について福山は、「自戒の念を込めつつ、アルバムタイトルは「HUMAN」という言葉になりました。2014年の今、この日本という国、この東京という街に生きる『45歳の当事者意識』とでも言いましょうか。この5年間で世界中を周り、経験し見聞きした『清濁併せ持った様々な事柄』から感じたものが、このアルバムになったのではないかと」とリリース発表の際にコメントしている。
発売形態は、初回限定 MUSIC CLIP COLLECTION DVD付盤と初回限定 グッズ付盤、通常盤の3タイプで発売され、初回限定 MUSIC CLIP COLLECTION DVD付盤には、2011年から2013年にかけて発売されたシングル7曲と、新曲「HUMAN」のミュージックビデオが収録されたDVDが特典となり、初回限定 グッズ付盤には、特製グッズ（オリジナルデザイン スペシャルマフラータオル）が特典として付属される。
ディスクジャケットは福山本人の“脳内写真”が使用されている。尚、初回限定 MUSIC CLIP COLLECTION　DVD付盤は三方背ケース、初回限定 グッズ付盤はスリーヴケース仕様となり、福山の“横顔”ジャケットが表面になっている（ケースの中身には“脳内写真”ジャケットがある）。この“横顔”ジャケットや宣伝ポスターをスマートフォンやタブレット端末にかざすと、AR技術によって画面の中の福山がアルバム収録曲「暁」を歌いだす動画を見ることが出来る仕掛けがあり、専用アプリ『カザスマート』をダウンロードして利用することができる。
本作発売後、初の全国ドームツアー『FUKUYAMA MASAHARU WE'RE BROS. TOUR 2014 HUMAN』と、初の海外公演『FUKUYAMA MASAHARU WE'RE BROS. TOUR 2014 in ASIA』を台北・香港で開催した。

### 楽曲

#### Disc 1
1. クスノキ
福山の故郷長崎市山王神社にある「被爆クスノキ」をテーマにしている[15][16]。
『第65回NHK紅白歌合戦』では「2014スペシャルメドレー」として「HUMAN」とともに披露した[16][17]。
2. Prelude
インストゥルメンタル。
3. HUMAN
本作のタイトルチューンでアサヒ「スーパードライ」CMソング。
2月19日にレコチョクにて着うたが先行配信された。
『第65回NHK紅白歌合戦』では「2014スペシャルメドレー」として「クスノキ」とともに披露した[17]。
4. とりビー!
タイトルは「とりあえずビール！」の略語。福山が一部ベースを弾いている。
5. ミスキャスト
歌詞の内容はミステリー小説をイメージしており、最後の大どんでん返しがあるような世界観を歌で表現したという。2001年ごろには曲自体は完成しており、「HEAVEN」の後に作られたため多少ラテンテイストな仕上がりになっている。
6. 246
国道246号がモチーフとなっている。
7. Cherry
タイトルは楽曲で使用した「ギブソン・ES-335」（スピーカー右側から流れてくるギター）の色が赤であったことから名づけられている。また、「ジェームス・タイラー・バーニングウォーター」（スピーカー左側から流れてくるギター）も使用している。
CREAMの楽曲「Sunshine Of Your Love」のギター・フレーズが一部で取り入れられている。
8. 暁
アサヒスーパードライ「ドライプレミアム」CMソング。TBS系テレビ未来遺産『ORANGE 〜1.17 命懸けで闘った消防士の魂の物語〜』主題歌（2015年）[18]。
2月19日にレコチョクにて着うたが先行配信された。
この楽曲の中国語バージョン「破曉」が台湾のFTVドラマ『你照亮我星球』（You Light Up My Star/邦題：わたしのスイート・スター）主題歌に起用され、日本では「暁 (中国語 Ver.)」として6月29日から配信開始された[19]。
9. 昭和やったね
長崎弁による歌詞は福山にとって初めての試みである。「道標」「蜜柑色の夏休み」と同様に祖母との想い出が描かれている。

#### Disc 2
1. 家族になろうよ
27thシングル「家族になろうよ／fighting pose」の1曲目。リクルート結婚情報誌「ゼクシィ」CMソング。テレビ東京系『家族になろう（よ）』イメージソング。
アイスショー『スターズ・オン・アイス ジャパン・ツアー2014』の演目「グループ・ナンバー」に選曲された。
2. fighting pose
27thシングル「家族になろうよ／fighting pose」の2曲目。WOWOW開局記念イメージソング。
3. 生きてる生きてく
28thシングル。東宝系映画『ドラえもん のび太と奇跡の島 〜アニマル アドベンチャー〜』主題歌。
4. Around the world
28thシングル「生きてる生きてく」のカップリング曲。アサヒ「スーパードライ」CMソング。
インストゥルメンタル。
5. Beautiful life
29thシングル「Beautiful life／GAME」の1曲目。P&Gマックスファクター「SK-II」CMソング。
6. GAME
29thシングル「Beautiful life／GAME」の2曲目。テレビ朝日系列ロンドンオリンピック・ソチオリンピック放送テーマソング。
7. 誕生日には真白な百合を
30thシングル「誕生日には真白な百合を／Get the groove」の1曲目。TBS系日曜劇場『とんび』主題歌。
8. Get the groove
30thシングル「誕生日には真白な百合を／Get the groove」の2曲目。アサヒ「スーパードライ」CMソング。
9. 恋の魔力
2013年にKOH+として発表したフジテレビ系月9ドラマ『ガリレオ』主題歌のセルフカバー。

## 収録内容
| 全作詞・作曲: 福山雅治、全編曲: 福山雅治・井上鑑（特記以外）。 |                                   |          |            |      |
| #                                                              | タイトル                          | 作詞     | 作曲・編曲 | 時間 |
| 1.                                                             | 「クスノキ」                      | 福山雅治 | 福山雅治   | 3:54 |
| 2.                                                             | 「Prelude」(インストゥルメンタル) | 福山雅治 | 福山雅治   | 0:51 |
| 3.                                                             | 「HUMAN」                         | 福山雅治 | 福山雅治   | 4:51 |
| 4.                                                             | 「とりビー!」                     | 福山雅治 | 福山雅治   | 5:05 |
| 5.                                                             | 「ミスキャスト」                  | 福山雅治 | 福山雅治   | 3:43 |
| 6.                                                             | 「246」(編曲: 福山雅治)           | 福山雅治 | 福山雅治   | 4:23 |
| 7.                                                             | 「Cherry」                        | 福山雅治 | 福山雅治   | 4:17 |
| 8.                                                             | 「暁」                            | 福山雅治 | 福山雅治   | 4:39 |
| 9.                                                             | 「昭和やったね」                  | 福山雅治 | 福山雅治   | 4:40 |
| 合計時間:                                                      | 合計時間:                         | 36:23    |            |      |

| 全作詞・作曲: 福山雅治（特記以外）、全編曲: 福山雅治・井上艦。 |                                              |                      |                      |      |
| #                                                              | タイトル                                     | 作詞                 | 作曲・編曲           | 時間 |
| 1.                                                             | 「家族になろうよ」                           | 福山雅治（特記以外） | 福山雅治（特記以外） | 5:08 |
| 2.                                                             | 「fighting pose」                            | 福山雅治（特記以外） | 福山雅治（特記以外） | 4:07 |
| 3.                                                             | 「生きてる生きてく」                         | 福山雅治（特記以外） | 福山雅治（特記以外） | 3:29 |
| 4.                                                             | 「Around the world」(作詞: 福山雅治・井上艦) | 福山雅治（特記以外） | 福山雅治（特記以外） | 4:59 |
| 5.                                                             | 「Beautiful life」                           | 福山雅治（特記以外） | 福山雅治（特記以外） | 5:39 |
| 6.                                                             | 「GAME」                                     | 福山雅治（特記以外） | 福山雅治（特記以外） | 4:38 |
| 7.                                                             | 「誕生日には真白な百合を」                   | 福山雅治（特記以外） | 福山雅治（特記以外） | 4:39 |
| 8.                                                             | 「Get the groove」                           | 福山雅治（特記以外） | 福山雅治（特記以外） | 3:53 |
| 9.                                                             | 「恋の魔力」                                 | 福山雅治（特記以外） | 福山雅治（特記以外） | 4:38 |
| 合計時間:                                                      | 合計時間:                                    | 41:10                |                      |      |

| #  | タイトル                   | 作詞 | 作曲・編曲 |
| -- | -------------------------- | ---- | ---------- |
| 1. | 「HUMAN」                  |      |            |
| 2. | 「家族になろうよ」         |      |            |
| 3. | 「fighting pose」          |      |            |
| 4. | 「生きてる生きてく」       |      |            |
| 5. | 「Beautiful life」         |      |            |
| 6. | 「GAME」                   |      |            |
| 7. | 「誕生日には真白な百合を」 |      |            |
| 8. | 「Get the groove」         |      |            |

## ミュージシャン
| Disc 1 クスノキ - Vocal & Guitar:FUKUYAMA MASAHARU - Piano:INOUE AKIRA Prelude - Guitar:FUKUYAMA MASAHARU - Keyboards:INOUE AKIRA HUMAN - Vocal & Guitar:FUKUYAMA MASAHARU - Keyboards:INOUE AKIRA - Bass:TAKAMIZU KENJI - Drums:YAMAKI HIDEO - Percussion:MATARO とりビー！ - Vocal & Guitar:FUKUYAMA MASAHARU - Keyboards:INOUE AKIRA - Bass:TAKAMIZU KENJI - Drums:YAMAKI HIDEO ミスキャスト - Vocal & Guitar:FUKUYAMA MASAHARU - Keyboards:INOUE AKIRA - Guitar:KON TSUYOSHI - Bass:TAKAMIZU KENJI - Drums:YAMAKI HIDEO - Percussion:MATARO - Trumpet:NISHIMURA KOJI - Trombone:MURATA YOICHI - Soprano Saxophone:YAMAMOTO TAKUO 246 - Vocal & Guitar:FUKUYAMA MASAHARU Cherry - Vocal & Guitar:FUKUYAMA MASAHARU - Keyboards:INOUE AKIRA - Bass:TAKAMIZU KENJI - Drums:YAMAKI HIDEO 暁 - Vocal & Guitar:FUKUYAMA MASAHARU - Keyboards:INOUE AKIRA - Bass:TAKAMIZU KENJI - Drums:YAMAKI HIDEO - Percussion:MATARO - Strings:KINBARA CHIEKO STRINGS - Flugelhorn:NISHIMURA KOJI / SUGASAWA MASAHIKO / YOKOYAMA HITOSHI - Trombone:NAKAGAWA EIJIRO / SHISHIUCHI KANADE / TORIZUKA SHINSUKE - Bass Trombone:NONOSHITA KOICHI 昭和やったね - Vocal & Guitar:FUKUYAMA MASAHARU - Keyboards:INOUE AKIRA - Bass:TAKAMIZU KENJI - Drums:YAMAKI HIDEO | Disc 2 家族になろうよ - Vocal & Guitar:FUKUYAMA MASAHARU - Keyboards:INOUE AKIRA - Drums:YAMAKI HIDEO - Bass:TAKAMIZU KENJI fighting pose - Vocal & Guitar:FUKUYAMA MASAHARU - Keyboards:INOUE AKIRA - Drums:YAMAKI HIDEO - Bass:TAKAMIZU KENJI - Guitar:HIJIKATA TAKAYUKI 生きてる生きてく - Vocal & Guitar:FUKUYAMA MASAHARU - Keyboards:INOUE AKIRA - Drums:TSURUYA TOMO'O - Bass:TAKAMIZU KENJI - Guitar & Pedal Steel Guitar:KON TSUYOSHI - Guitar:OGURA HIROKAZU - Percussion:MATARO - Trumpet:NISHIMURA KOJI - Tenor Saxophone:YAMAMOTO TAKUO - Baritone Saxophone:TAKENO MASAKUNI - Tuba:SATO KIYOSHI Around the world - Vocal & Guitar:FUKUYAMA MASAHARU - Keyboards:INOUE AKIRA - Drums:YAMAKI HIDEO - Bass:MIKUZUKI CHIHARU - Guitar:KON TSUYOSHI Beautiful life - Vocal & Guitar:FUKUYAMA MASAHARU - Keyboards:INOUE AKIRA - Drums:YAMAKI HIDEO - Strings:KINBARA CHIEKO STRINGS - Horn:FUJITA OTOHIKO / HAGIWARA KENSHO - Chorus:ITO ERI GAME - Vocal & Guitar:FUKUYAMA MASAHARU - Keyboards:INOUE AKIRA - Drums:TSURUYA TOMO'O - Bass:TAKAMIZU KENJI - Percussion:MATARO 誕生日には真白な百合を - Vocal & Guitar:FUKUYAMA MASAHARU - Keyboards:INOUE AKIRA - Drums:YAMAKI HIDEO - Bass:TAKAMIZU KENJI - Zampoña:SEGI TAKAMASA Get the groove - Vocal & Guitar:FUKUYAMA MASAHARU - Keyboards:INOUE AKIRA - Drums:TSURUYA TOMO'O - Bass:TAKAMIZU KENJI 恋の魔力 - Vocal & Guitar:FUKUYAMA MASAHARU - Keyboards:INOUE AKIRA - Bass:TAKAMIZU KENJI - Drums:YAMAKI HIDEO - Flute:YAMAMOTO TAKUO |